# Tico
Alex Chandre de Oliveira (ur. 21 grudnia 1977 w Kurytybie, zm. 14 czerwca 2014 tamże) – brazylijski piłkarz występujący na pozycji napastnika.

## Kariera piłkarska
Od 1996 do 2009 roku występował w Paraná Clube, Chengdu Wuniu, Shaanxi Guoli, Seixal, Daejeon Citizen, Avaí FC, Montedio Yamagata, EC Bahia, Zhejiang Greentown, São Caetano i Santa Helena.